# Hesiocaeca bermudensis
Hesiocaeca bermudensis är en ringmaskart som beskrevs av Hartman 1965. Hesiocaeca bermudensis ingår i släktet Hesiocaeca och familjen Hesionidae. Inga underarter finns listade i Catalogue of Life.